# Mysidella typhlops
Mysidella typhlops är en kräftdjursart som beskrevs av Georg Ossian Sars 1872. Mysidella typhlops ingår i släktet Mysidella och familjen Mysidae. Inga underarter finns listade i Catalogue of Life.